# Club Deportivo Universidad Católica
O Club Deportivo Universidad Católica é um clube esportivo chileno, fundado oficialmente no dia 21 de abril de 1937, na cidade de Santiago, e que tem como atividade mais conhecida o futebol profissional. Possui estádio próprio, chamado San Carlos de Apoquindo, com capacidade para 20 000 espectadores e que é parte do complexo esportivo da instituição.
O clube já conquistou dezesseis campeonatos chilenos, dentre outros títulos, como os de Copa Chile e Supercopa do Chile. Internacionalmente, é o segundo clube chileno em desempenho, tendo chegado à final da Copa Libertadores da América (1993) e terminado com o vice-campeonato. Além disso, foi campeão da Copa Interamericana de 1994.
Suas cores são o azul e o branco, as quais utiliza em seu uniforme desde sua fundação. No que respeita a seu escudo é triangular, com fundo branco emoldurado por cruz azul, que simboliza o uniforme de combate baseado nos guerreiros medievais durante as Cruzada, com as letras CDUC (Club Desportivo Universidade Católica) em vermelho.
Seu rival tradicional é a Universidad de Chile, com quem faz o confronto chamado de clássico Universitário, rivalizando também com outro clube de Santiago, o Colo Colo, com quem faz o clássico Albo-Cruzado ou Clássico Moderno, como também é conhecido.

## História

### O início, do amadorismo até a profissionalização
Os primeiros antecedentes da Universidad Católica encontram-se na participação da chamada Universidad Católica F.C. na primeira divisão da Asociación Nacional de Football em 1908, entidade paralela à Asociación de Football de Santiago. Em 1927 foi integrada a Federación Deportiva da Universidad Católica, que congregou as diferentes modalidades desportivas praticadas na universidade, fundada a 30 de agosto do mesmo ano.
Em 1930, a Federación Deportiva juntou-se ao Club Universitario de Deportes, com o qual continuou a competir em conjunto até à sua separação em 1936. Após a sua separação com o Club Universitario de Deportes, o clube iniciou o seu processo de filiação na Asociación de Fútbol de Santiago, o que foi homologado a 19 de abril de 1937.
Em 1993, Universidad Católica chegado à final da Copa Libertadores da América de 1993, o clube foi vice-campeão perdendo para São Paulo Futebol Clube. Na primeira partida foi uma derrota de 5-1, em Morumbi. No jogo de volta, tentou reverter o placar, mas não passou de um 2 a 0, com gols dos Ricardo Lunari e Juan Carlos Almada. E após o São Paulo, que era o campeão da Copa Libertadores da América de 1993 abrir mão de jogar a competição, o clube chileno ganhou a vaga e tornou-se o campeão da Copa Interamericana do mesmo ano (jogada em 1994), quando derrotou o Deportivo Saprissa, representante da Concacaf naquela disputa.

### Universidad Católica no Século XXI
Durante o Clausura 2005, Universidad Católica foi campeão em pênaltis contra sua arquirrival,  Universidad de Chile. Em 2005, o Universidad Católica consegue chegar à semifinal da Copa Sul-Americana, mas é eliminado para o Boca Juniors, na primeira partida foi um empate 2-2, em San Carlos de Apoquindo. No jogo de volta, tentou reverter o placar, mas não passou de um 1 a 0, que resultou na eliminação da equipe na competição.
Em 2010, sob o comando do técnico Juan Antonio Pizzi e com jogadores decisivos, como Darío Bottinelli, Felipe Gutiérrez, Juan Eluchans e Milovan Mirosevic, o Universidad Católica chegou ao seu décimo título do Campeonato Chileno. O título veio no dia 5 de dezembro de 2010, depois de o clube derrotar a equipe catarinense da Everton por 5 a 0, com gols dos Felipe Gutiérrez, Adán Vergara, Marcos González e dois gols de Fernando Meneses. Em 2011, o clube foi campeão da Copa Chile 2011 , na ocasião, a equipe derrotou o Magallenes em pênaltis. Precisando reverter o placar da primeira partida, quando havia perdido por 1 a 0 em San Carlos de Apoquindo, o Universidad Católica venceu o Magallenes por 1 a 0, com gol marcado pelo atacante Daúd Gazale, marcados aos 90 minutos. Com a igualdade, a disputa do título foi para os pênaltis e foi vencida pelo Universidad Católica por 4 a 2, Roberto Cereceda converteu a gol decisiva que deu o quarto título equipe da competição.
No início de 2016, Universidad Católica foi campeão do Clausura 2016 e mais tarde, celebrou a Supercopa do Chile 2016 com uma vitória por 2 a 1 sobre o Universidad de Chile, com gols dos Nicolás Castillo e José Pedro Fuenzalida. No final daquele ano, o clube foi coroado bicampeão do futebol chileno ao vencer o Apertura 2016, o primeiro bicampeonato na história do clube. Em 2017, o clube é vice-campeão do Supercopa do Chile, perdendo para o Colo Colo em, por 4 a 1. Em 30 de novembro de 2017, após não conseguir se classificar para a Copa Libertadores 2018, o clube anunciou a demissão do diretor técnico Mário Salas.

### Tetracampeonato do Campeonato Chileno

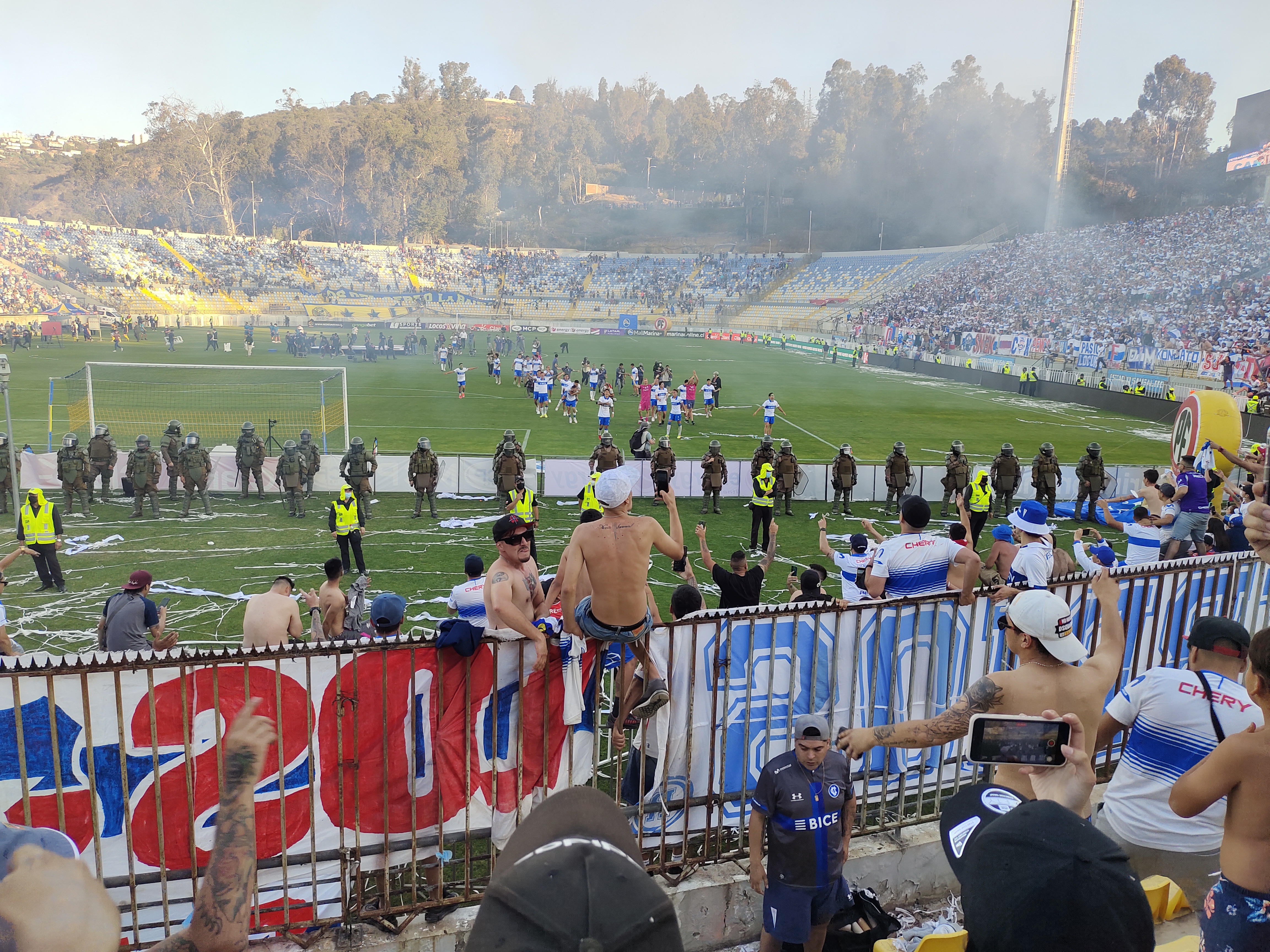
Comemorações de jogadores e torcedores após a conquista do tetracampeonato entre 2018 e 2021.

Em 21 de dezembro de 2017, Beñat San José foi anunciado como o novo treinador e após a volta dos torneios longos, a Universidad Católica foi a vencedora do Campeonato Chileno de 2018. Em 10 de dezembro de 2018, o clube anunciou que Beñat San José havia deixado a direção técnica da equipe. Poucos dias depois, em 21 de dezembro, Gustavo Quinteros foi anunciado como o novo treinador sendo campeão da Supercopa do Chile de 2019 com uma vitória por 5 a 0 sobre o Palestino, com gols dos Benjamin Kuscevic, César Pinares, Sebastián Sáez, Diego Valencia e Diego Buonanotte, o segundo título do clube naquele torneio. No fim daquela temporada de 2019, a UC voltou a festejar um bicampeonato ao ganhar o Campeonato Chileno de 2019, encerrado ainda a 30 de novembro daquele ano, resultado dos protestos no Chile na altura. O clube sagrou-se campeão quando liderava o torneio naquela com 13 pontos à frente do segundo colocado, com apenas 18 pontos restantes para disputar. Dias depois, Quinteros anunciou sua demissão.
Em dezembro de 2019, Ariel Holan foi anunciado como o novo treinador. Em 10 de fevereiro de 2021, pela penúltima data, Universidad Católica conquistou da Campeonato Chileno de 2020, Com o título Universidad Católica conquistou o primeiro tricampeonato de sua história. Após obter o título, pela terceira vez consecutiva, o técnico deixou a instituição após completar uma temporada no clube, e Holan foi substituído pelo Gustavo Poyet. Em março de 2021, Universidad Católica foi campeão da Supercopa do Chile 2020 com uma vitória por 4 a 2 sobre o Colo Colo, com gols dos Fernando Zampedri, Marcelino Núñez, e dois gols de Gonzalo Tapia. Em 26 de maio de 2021, a UC derrotou o Atlético Nacional por 2 a 0, classificando para as oitavas de final da Copa Libertadores após dez anos. Em setembro o clube anunciou a demissão do diretor técnico Gustavo Poyet, e Cristian Paulucci foi anunciado como o novo treinador. No final de 2021, o clube foi campeão da Supercopa do Chile 2021 em pênaltis sobre o Ñublense, depois de um empate: 1 a 1, com gol marcado pelo atacante Fernando Zampedri, e foi campeão da Campeonato Chileno de 2021, sua quarto título nacional seguido, após vencer as edições 2018, 2019, 2020 e 2021.

## Símbolos

### Escudo
Suas cores são o azul e o branco, as quais utiliza em seu uniforme desde sua fundação.  No que respeita a seu escudo é triangular, com fundo branco emoldurado por cruz azul, que simboliza o uniforme de combate baseado nos guerreiros medievais durante as Cruzada, com as letras CDUC (Club Desportivo Universidade Católica) em vermelho.

### Hino
O Hino da Club Deportivo Universidad Católica estreou-se em 1942. Mauricio Wainer Norman (membro fundador do Clube), pegou a melodia de uma canção do Santiago College chamada "Tramp! Tramp! Tramp! (A Esperança do Prisioneiro)", composta por George F. Root em 1864. O resto da base e o os arranjos musicais ficaram a cargo de Vicente Bianchi, enquanto as letras foram compostas por Charles Bown Shearer (sócio fundador do clube e jogador.

## Uniformes

### Casa
| 2017-18 | 2018 | 2019 | 2020-21 | 2021-22 | 2023 | 2024 | 2025 |

### Fora
| 2017-18 | 2018 | 2019 | 2020-21 | 2021-22 | 2023 | 2024 | 2025 |

### Terceiro
| 2017-18 | 2018 | 2019 | 2020-21 | 2021-22 | 2023 | 2024 | 2025 |

### Patrocínio
Patrocínio da Universidad Católica.
| Patrocínio  | Fornecedor   | Patrocínio        |
| ----------- | ------------ | ----------------- |
| 1976        |              | Financiera Cash   |
| 1978 - 1980 | Haddad       |                   |
| 1981        | New Leader   |                   |
| 1981 - 1982 | Adidas       | AFP San Cristóbal |
| 1982 - 1985 | Adidas       |                   |
| 1986 - 1989 | Adidas       | Pan Am            |
| 1989        | Puma         | Pan Am            |
| 1990 - 1991 | Puma         | Ladeco            |
| 1992 - 1995 | Diadora      | Samsung           |
| 1996        | Lotto        | Samsung           |
| 1997        | Lotto        | Parmalat          |
| 1998 - 1999 | Reebok       | Parmalat          |
| 2000 - 2001 | Reebok       | BankBoston        |
| 2002        | Nike         | BankBoston        |
| 2003 - 2008 | Nike         | Cristal           |
| 2008 - 2011 | Puma         | Cristal           |
| 2012 - 2014 | Puma         | DirecTV           |
| 2015 - 2018 | Umbro        | DirecTV           |
| 2019        | Under Armour | DirecTV           |
| 2020 - 2023 | Under Armour | BICE              |
| 2024 -      | Puma         | BICE              |

## Sedes e estádios

### San Carlos de Apoquindo

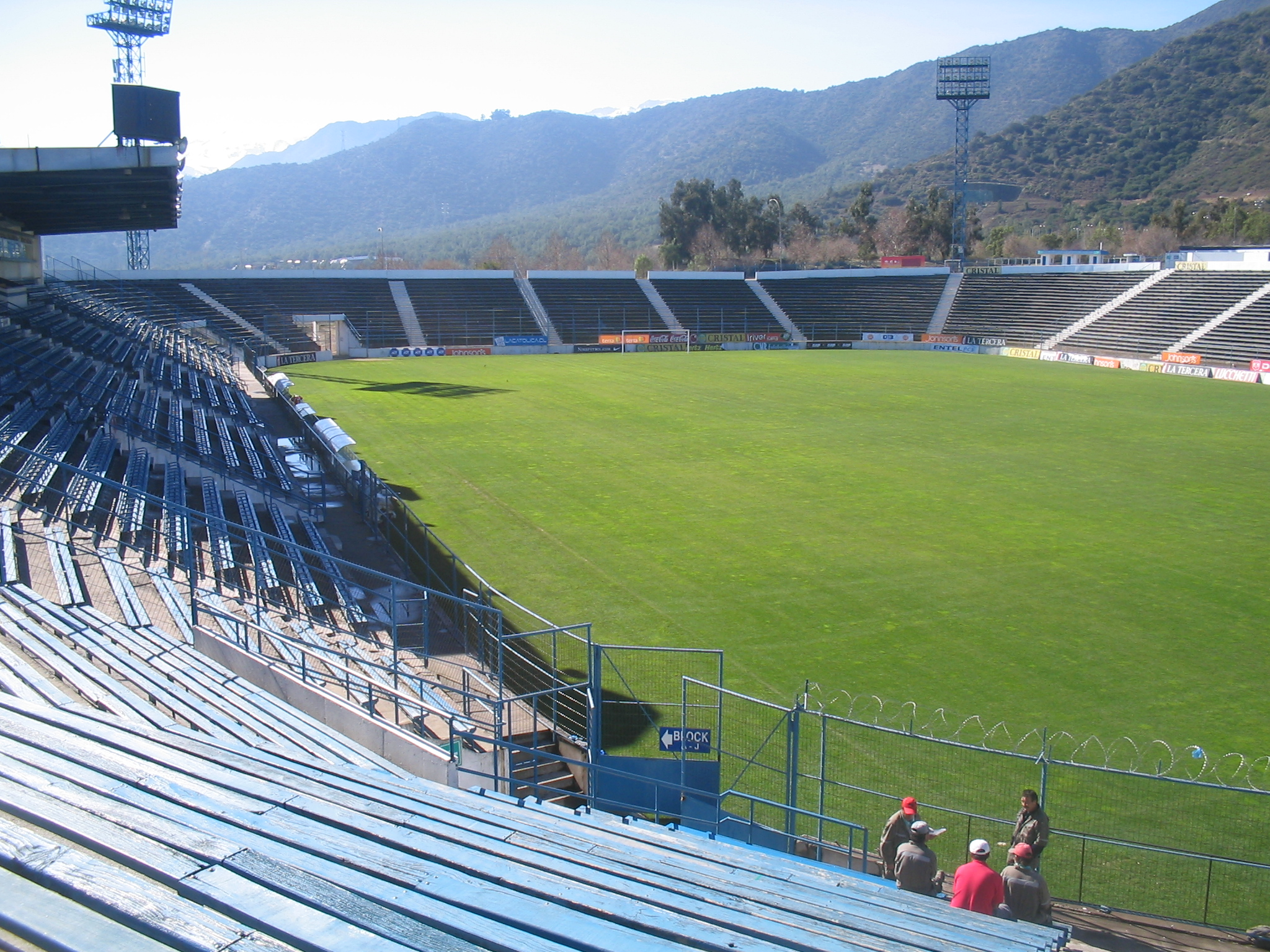

Embora em seus primórdios o clube também jogasse em casa em locais que não faziam parte de seu patrimônio, como os Estádios Militar e Nacional, a Universidad Católica foi proprietária de quatro estádios: O Estádio Universidad Católica, localizado nos setores Maestranza e Marcoleta; Campos Esportivos de Ñuñoa, que passou para as mãos da PUC e da Federação Esportiva da UC em 1927; Independência e San Carlos de Apoquindo.
O Estádio San Carlos de Apoquindo foi inaugurado em 4 de Setembro de 1988, tem capacidade para 20.000 torcedores, localizado na cidade de Las Condes, na região metropolitana de Santiago do Chile.

### Complejo Deportivo Raimundo Tupper Lyon
Em 1981, a Universidade Católica fundou um centro esportivo que ficou conhecido como Complejo Fútbol, que utilizaria as diferentes seções do Clube Deportivo Universidad Católica, principalmente atividades relacionadas ao futebol. Em 2009, a direção do Clube Deportivo Universidad Católica e Cruzados SADP tomou a decisão de alterar o nome do local a Complejo Deportivo Raimundo Tupper Lyon, em homenagem ao ex jogador Raimundo Tupper Lyon.

## Torcida
Várias pesquisas de opinião pública colocam a Universidad Católica como o clube detentor da terceira maior torcida do futebol chileno. Segundo uma enquete de abril de 2008, realizada pelo Diário La Tercera em todo o país, o clube possui 9% das preferências dos chilenos. Pesquisa realizada no fim de 2010 indicou que o clube possui 10% da preferência dos chilenos, em terceiro lugar.

## Rivalidades

### Clássico Universitário
A Universidad Católica tem como rival tradicional a Universidad de Chile, com a qual joga o conhecido Clássico Universitário, um embate de especial tradição no futebol chileno, por ser o mais antigo dentre os clubes considerados grandes, com grandes decisões na época de ouro do futebol local (anos 1960) e por ter sido por muitos anos o maior clássico nacional. Em confrontos decisivos, a Católica ganha por 14-6.

### Clássico Moderno
Outro clube com o qual a Universidad Católica desenvolve conhecida rivalidade é o Colo-Colo, com o qual decidiu vários Campeonatos Chilenos e Copas Chile, além de já o ter confrontado em 16 partidas de Taça Libertadores, com quem faz o Clássico Moderno.[carece de fontes?]

## Títulos
| INTERCONTINENTAIS | INTERCONTINENTAIS                | INTERCONTINENTAIS | INTERCONTINENTAIS                                                                                         |
|                   | Competição                       | Títulos           | Temporadas                                                                                                |
| ----------------- | -------------------------------- | ----------------- | --- |
|                   | Copa Interamericana              | 1                 | 1994 |
| NACIONAIS         |                                  |                   | |
|                   | Competição                       | Títulos           | Temporadas                                                                                                |
|                   | Campeonato Chileno               | 16                | 1949, 1954, 1961, 1966, 1984, 1987, 1997-A, 2002-A, 2005-C, 2010, 2016-A, 2016-C, 2018, 2019, 2020 e 2021 |
|                   | Copa Chile                       | 4                 | 1983, 1991, 1995 e 2011                                                                                   |
|                   | Supercopa do Chile               | 4                 | 2016, 2019, 2020 e 2021                                                                                   |
|                   | Copa de la República             | 1                 | 1983 |
|                   | Campeonato Chileno da 2ª Divisão | 2                 | 1956 e 1975                                                                                               |
| TOTAL             |                                  |                   | |
|                   | Competição                       | Títulos           | Descrição                                                                                                 |
|                   | Títulos Oficiais                 | 28                | 1 Intercontinental e 27 Nacionais                                                                         |

Legenda:
A (APERTURA)
C (CLAUSURA)
CAMPEÃO INVICTO

## Estatísticas

### Campanhas de destaque
| Club Deportivo Universidad Católica | Club Deportivo Universidad Católica                                                                           | Club Deportivo Universidad Católica | Club Deportivo Universidad Católica  | Club Deportivo Universidad Católica  |
| Torneio                             | Campeão | Vice-campeão | Terceiro colocado                    | Quarto colocado                      |
| ----------------------------------- | --- | --- | ------------------------------------ | ------------------------------------ |
| Copa Libertadores da América        | 0 (não possui)                                                                                                | 1 (1993) | 4 (1962, 1966, 1969, 1984)*          | 4 (1962, 1966, 1969, 1984)*          |
| Copa Interamericana                 | 1 (1994) | 0 (não possui) | —                                    | —                                    |
| Copa Sul-Americana                  | 0 (não possui)                                                                                                | 0 (não possui) | 2 (2005, 2012)*                      | 2 (2005, 2012)*                      |
| Campeonato Chileno de Futebol       | 16 (1949, 1954, 1961, 1966, 1984, 1987, A-1997, A-2002, C-2005, 2010, C-2016, A-2016, 2018, 2019, 2020, 2021) | 21 (1962, 1964, 1965, 1967, 1968, 1989, 1990, 1994, 1995, 1996, C-1997, 1999, 2001, C-2002, A-2007, C-2009, A-2011, T-2013, A-2013, C-2014, A-2015) | 4 (1991, 1992, 1993, 1998)           | 5 (1939, 1970, 1988, 2015-C, 2017-C) |
| Campeonato Chileno de Futebol       | 16 (1949, 1954, 1961, 1966, 1984, 1987, A-1997, A-2002, C-2005, 2010, C-2016, A-2016, 2018, 2019, 2020, 2021) | 21 (1962, 1964, 1965, 1967, 1968, 1989, 1990, 1994, 1995, 1996, C-1997, 1999, 2001, C-2002, A-2007, C-2009, A-2011, T-2013, A-2013, C-2014, A-2015) | 4 (2004-C, 2005-A, 2009-A, 2011-C)*  |                                      |
| Copa Chile                          | 4 (1983, 1991, 1995, 2011)                                                                                    | 8 (1958, 1961, 1962, 1982, 1984, 1989, 1990, 2012)                                                                                                  | 5 (1940, 1988, 2013-14, 2016, 2019)* | 5 (1940, 1988, 2013-14, 2016, 2019)* |
| Supercopa do Chile                  | 4 (2016, 2019, 2020, 2021)                                                                                    | 2 (2017, 2022) | —                                    | —                                    |
| Segunda División                    | 2 (1956, 1975)                                                                                                | 0 (não possui) | 0 (não possui)                       | 0 (não possui)                       |
| Copa de la República                | 1 (1983) | 0 (não possui) | 0 (não possui)                       | 0 (não possui)                       |
| Torneo Apertura de Chile            | 1 (1949) | 0 (não possui) | 0 (não possui)                       | 0 (não possui)                       |

Legenda:
(*) semifinais

### Participações
|  | Participações em 2025 |

| Competição          | Competição                    | Temporadas          | Melhor campanha     | Estreia | Última |
| Chile               | Campeonato Chileno de Futebol | 85                  | Campeão (16 vezes)  | 1939    | 2025   |
| Chile               | Segunda Divisão               | 3                   | Campeão (2 vezes)   | 1956    | 1975   |
| Chile               | Copa Chile                    | 45                  | Campeão (4 vezes)   | 1958    | 2025   |
| Chile               | Supercopa do Chile            | 6                   | Campeão (4 vezes)   | 2016    | 2022   |
|                     | Copa Libertadores da América  | 29                  | Vice-campeão (1993) | 1962    | 2022   |
| Copa Sul-Americana  | 15                            | Semifinal (2 vezes) | 2003                | 2025    |        |
| Copa Mercosul       | 4                             | Quartas de final    | 1998                | 2001    |        |
| Copa Interamericana | 1                             | Campeão (1994)      | 1994                | 1994    |        |

### Campanhas internacionais de destaque
- Copa Libertadores da América: finalista em 1993; semifinalista em 1962, 1966, 1969 e 1984
- Copa Sul-Americana: semifinalista em 2005 e 2012
- Torneio Mercosul: segundo colocado em 1996

## Elenco atual
Última atualização: 5 de julho de 2022.

## Recordes jogadores

### Mais títulos
Última atualização: 4 de dezembro de 2021.
| Pos. | Nome                  | Período              | Total |
| ---- | --------------------- | -------------------- | ----- |
| 1    | José Pedro Fuenzalida | 2004-2007, 2016-2022 | 11    |
| 2    | Germán Lanaro         | 2015-                | 10    |
| =    | Raimundo Rebolledo    | 2016-                | 10    |
| 3    | Diego Buonanotte      | 2016-2022            | 9     |
| 4    | Cristopher Toselli    | 2007-2017            | 8     |
| =    | Stefano Magnasco      | 2011-2020            | 8     |
| =    | Mario Lepe            | 1982-2000            | 8     |
| =    | Alfonso Parot         | 2007-                | 8     |
| 5    | Benjamín Kuscevic     | 2015-2020            | 7     |
| 5    | Cristián Álvarez      | 1998-2018            | 7     |
| 5    | Luciano Aued          | 2017-                | 7     |
| 5    | Diego Valencia        | 2018-                | 7     |
| 5    | Ignacio Saavedra      | 2018-                | 7     |

### Maiores artilheiros
| Pos. | Nome               | Período   | Total |
| ---- | ------------------ | --------- | ----- |
| 1    | Rodrigo Barrera    | 1990-2002 | 118   |
| 2    | Raimundo Infante   | 1941-1956 | 113   |
| 3    | Alberto Fouillioux | 1957-1975 | 108   |
| 4    | Néstor Isella      | 1963-1970 | 105   |
| 5    | Osvaldo Hurtado    | 1980-1988 | 104   |
| 6    | Milovan Mirosevic  | 1997-2017 | 96    |
| 7    | Alberto Acosta     | 1994-1998 | 92    |
| 8    | Jorge Aravena      | 1983-1984 | 85    |
| 9    | Luis Pérez         | 1985-1990 | 85    |
| 10   | Luka Tudor         | 1985-1996 | 81    |

### Mais partidas
| Pos. | Nome                  | Período   | Total |
| ---- | --------------------- | --------- | ----- |
| 1    | Mario Lepe            | 1982-2000 | 639   |
| 2    | Andrés Romero         | 1984-1999 | 484   |
| 3    | Nelson Parraguez      | 1991-2004 | 435   |
| 4    | Cristián Álvarez      | 1998-2018 | 423   |
| 5    | Alberto Fouillioux    | 1957-1975 | 371   |
| 6    | Sergio Livingstone    | 1938-1959 | 366   |
| 7    | Rodrigo Barrera       | 1990-2002 | 352   |
| 8    | Milovan Mirosevic     | 1997-2017 | 338   |
| 9    | Washington Villarroel | 1958-1971 | 328   |
| 10   | Jorge Ormeño          | 2004-2012 | 323   |

## Notáveis jogadores
- Cristian Álvarez
- Jorge Aravena
- Nicolás Castillo
- Marco Antonio Cornez
- Alberto Fouilloux
- Mark González
- Rafael González
- Roberto Gutiérrez
- Osvaldo Hurtado
- Juvenal Olmos
- Sergio Livingstone
- Mario Lepe
- Javier Margas
- Milovan Mirosevic
- Gustavo Moscoso
- Miguel Angel Neira
- Arturo Norambuena
- Alejandro Osorio
- Nelson Parraguez
- Jaime Pizarro
- Miguel Ponce
- Ignacio Prieto
- Miguel Ramírez
- Fernando Riera
- Nelson Tapia
- Patricio Toledo
- Raimundo Tupper
- José Luis Villanueva
- José Pedro Fuenzalida
- Alberto Federico Acosta
- Juan Carlos Almada
- David Bisconti
- Darío Bottinelli
- José María Buljubasich
- Darío Conca
- Néstor Gorosito
- Facundo Imboden
- Néstor Isella
- Ricardo Lunari
- José Manuel Moreno
- Lucas Pratto
- Jorge Quinteros
- Gerardo Reinoso
- Juan Carlos Sarnari
- Sergio Fabián Vázquez
- Diego Buonanotte
- Pablo Melgar
- Miguel Montuori
- José Saturnino Cardozo
- Hugo Brizuela
- José Guillermo del Solar

## Treinadores

### Por ano
- Enrique Teuche (1937)
- Máximo Garay (1938)[56]
- Alberto Buccicardi (1941-1942)
- Antonio De Mare (1943-1946)
- Alberto Buccicardi (1949)[57]
- William Burnickell (1953-1954)[56]
- Jorge Ormos (1956-1957)[56]
- José Manuel Moreno (1957)
- Alberto Buccicardi (1958-1959)
- Miguel Mocciola (1960-1962)[58]
- Fernando Riera (1963-1966)[59]
- Andrés Prieto (1966)
- Luis Vidal (1966)[60]
- Arturo Quiroz (1967)
- Fernando Riera (1968)[59]
- José Pérez (1969-1973)
- Néstor Isella (1973)
- Héctor Ortega (1973)
- Luis Vera Avendaño|Luis Vera (1974)
- Jorge Luco (1975)[61]
- Alberto Fouillioux (1976)
- Enrique Jorquera (1976)
- Arturo Quiroz (1976-1977)
- Jorge Luco (1977)[61]
- Orlando Aravena (1978)
- Néstor Isella (1978-1979)[62]
- Andrés Prieto (1980)
- Pedro Morales (1981)
- Luis Santibáñez (1981-1982)
- Ignacio Prieto (1983-1990) (*)
- Fernando Carvallo (1990-1991)[63]
- Vicente Cantatore (1991-1992)[carece de fontes?]
- Ignacio Prieto (1992-1993)
- Manuel Pellegrini (1994-1996)[64]
- Fernando Carvallo (1996-1999)[63]
- Wim Rijsbergen (2000-2001)[56]
- Juvenal Olmos (2001-2002)[65]
- Óscar Meneses (2003)
- Oscar Garré (2004)
- Jorge Pellicer (2004-2006)[66]
- José Guillermo del Solar (2007)[67]
- Fernando Carvallo (2007-2008)[63]
- Mario Lepe (2008)[68]
- Marco Antonio Figueroa (2009-2010)[69]
- Juan Antonio Pizzi (2010-2011)[70]
- Mario Lepe (2011-2012)[71]
- Andrés Romero (2012)[72]
- Martín Lasarte (2012-2013)[73]
- Rodrigo Astudillo (2014)[74]
- Julio César Falcioni (2014)[75]
- Patricio Ormazábal (2014)[76]
- Mario Salas (2015-2017)[77]
- Beñat San José (2018)[78]
- Gustavo Quinteros (2019)[79]
- Ariel Holan (2020-2021)[80]
- Gustavo Poyet (2021)[81]
- Cristian Paulucci (2021-2022)[82]
- Rodrigo Valenzuela (2022)[83]
- Ariel Holan (2022-)[84]